# Сан Пјер д'Изонцо
Сан Пјер д'Изонцо (итал. San Pier d'Isonzo) је насеље у Италији у округу Горица, региону Фурланија-Јулијска крајина.
Према процени из 2011. у насељу је живело 1552 становника. Насеље се налази на надморској висини од 15 м.

## Становништво
Према резултатима пописа становништва 2011. у општини је живело 2.019 становника.
| 1936. | 1951. | 1961. | 1971. | 1981. | 1991. | 2001. | 2011. |
| ----- | ----- | ----- | ----- | ----- | ----- | ----- | ----- |
| 1.616 | 1.888 | 1.803 | 1.667 | 1.716 | 1.822 | 1.892 | 2.019 |